# Sông Jordan
Sông Jordan (tiếng Hebrew: נהר הירדן nehar hayarden, tiếng Ả Rập: نهر الأردن nahr al-urdun) là một sông ở Tây Nam Á, chảy từ chân núi Hermon vào biển Chết. Sông này được coi là một trong các sông thiêng liêng nhất thế giới. Sông dài 251 km (156 dặm Anh).

## Các đặc trưng tự nhiên

### Các chi lưu
- Sông Hasbani (tiếng Ả Rập: الحاصباني hasbani, tiếng Hebrew: שניר senir), chảy từ Liban.
- Sông Banias (tiếng Ả Rập: بانياس banias, tiếng Hebrew: חרמון hermon), bắt nguồn từ dòng suối Banias ở chân núi Hermon.
- Sông Dan (tiếng Hebrew: דן dan, tiếng Ả Rập: اللدان leddan), cũng bắt nguồn từ chân núi Hermon.
- Sông Iyon (tiếng Hebrew: עיון iyon, tiếng Ả Rập: دردره derdara or براغيث braghith), bắt nguồn từ Liban.

### Dòng chảy
Sông này chảy nhanh trong đoạn dài 75 km vào hồ Hula lầy lội, rồi dòng chảy hơi thấp hơn mực nước biển khoảng 25 km tới Biển hồ Galilee. Đoạn chót dòng chảy ít dốc hơn, và sông bắt đầu uốn khúc trước khi chảy vào biển Chết, nơi thấp hơn mực nước biển khoảng 400 mét và không có lối thoát ra. Hai chi lưu lớn chảy từ phía đông vào sông Jordan ở đoạn cuối là sông Yarmouk và sông Jabbok.
Đoạn ở phía bắc Biển hồ Galilee nằm trong biên giới của Israel, đồng thời tạo thành ranh giới phía tây của Cao nguyên Golan. Phía nam của Biển hồ Galilee, sông Jordan tạo thành biên giới giữa Jordan (ở phía đông) và Israel cùng Bờ Tây (ở phía tây).

## Tác động của con người

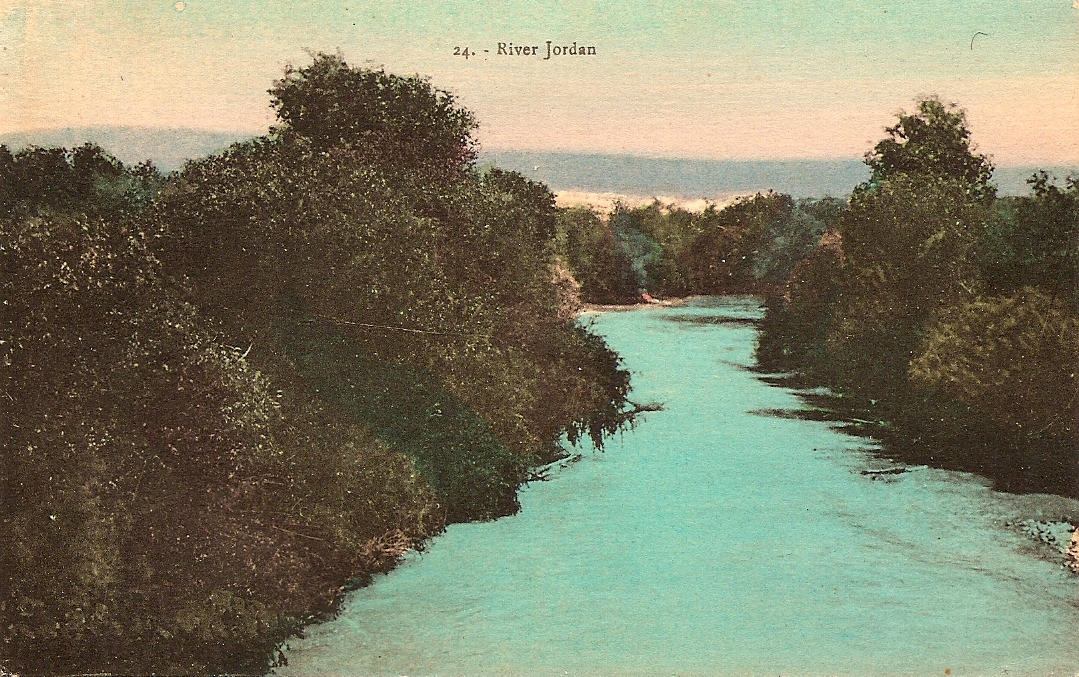
Bưu thiếp hình sông Jordan, tô màu bằng tay của Karimeh Abbud, khoảng năm 1925.

Năm 1964, Israel bắt đầu vận hành một đập ngăn nước, chuyển hướng dòng chảy từ biển hồ Galilee vào Hệ thống dẫn nước quốc gia Israel (National Water Carrier of Israel). Cũng trong năm 1964, Jordan đào một kênh dẫn nước từ sông Yarmouk, một chi lưu chính khác của sông Jordan. Syria cũng xây dựng một hồ chứa nước, lấy nước từ sông Yarmouk. Các chuyên gia môi trường cáo buộc Israel, Jordan và Syria gia tăng làm hại hệ sinh thái của sông Jordan.
Trong thời hiện đại, khoảng từ 70% tới 90% nước sông này được dùng cho mục đích của con người và dòng chảy bị giảm hẳn. Vì lý do đó cũng như tỷ lệ bốc hơi khá cao của biển Chết, nước biển bị thu hẹp lại. Các vùng nước nông ở đầu phía nam của biển bị cạn kiệt nước và nay chỉ còn muối đọng lại.
Tháng 9 năm 2006, xảy ra vấn đề ô nhiễm: nước thải từ các cống đổ vào sông. Nơi bị ô nhiễm nhiều nhất là đoạn dài khoảng 96 km xuôi dòng từ biển hồ Galilee tới biển Chết. Theo các chuyên gia môi trường, việc loại trừ ô nhiễm phải mất hàng thập kỷ. Năm 2007, Tổ chức Bạn Trái Đất (Friends of the Earth) ở Trung Đông gọi sông Jordan là một trong 100 nơi nguy cấp nhất về sinh thái trên thế giới, một phần do thiếu sự hợp tác giữa Israel và các nước Ả Rập láng giềng.

### Tầm quan trọng
Sông Jordan là nguồn cung cấp nước hết sức quan trọng cho các vùng đất khô cằn trong khu vực, nhưng lại là vấn đề có sự bất đồng giữa các nước Liban, Syria, Jordan, Israel và Palestine.

### Giao thông vận tải
Xa lộ 90 của Israel, nối từ mỏm bắc xuống mỏm nam, chạy song song với sông Jordan ở phía tây ngạn.

## Tầm quan trọng về Kinh Thánh

### Tanakh (Cựu Ước)
Trong Kinh Thánh, sông Jordan được nói đến như nguồn cung cấp sự phì nhiêu cho vùng đồng bằng lớn ("Kikkar ha-Yarden"), và được coi như "vườn của Chúa" (Sách Sáng thế 13:10). Jacob đã qua sông này và chi lưu của nó - sông Jabbok (nay là sông Al-Zarqa) - để tới Haran (Sách Sáng thế 32:11, 32:23-24). Nó được ghi nhận là giới tuyến giữa "hai bộ tộc và nửa bộ tộc" định cư ở phía đông (Sách Dân số 34:15) và "9 bộ tộc và nửa bộ tộc Manaseh" do Joshua lãnh đạo, định cư ở phía tây (Sách Joshua 13:7 và rải rác trong sách), đối diện với Jericho, được gọi là "the Jordan of Jerico" (Sách Dân số 34:15).
Sông Jordan có nhiều chỗ nông có thể lội qua, một trong số đó là nơi nổi tiếng có nhiều người bộ tộc Ephraim bị phán quan Jephthah giết (Sách Thẩm phán 12:5-6). Dường như đó là chỗ nông có thể lội qua ở gần Beth-barah, nơi Gideon chờ đánh những người Midian (Sách Thẩm phán 7:24). Trên đồng bằng Jordan, giữa Succoth và Zarthan, có khu đất sét nơi vua Solomon dựng các xưởng đúc đồng thau (Sách Các vua 1 7:46)
Trong lịch sử Kinh Thánh, sông Jordan là nơi diễn ra nhiều phép mầu, trong đó phép mầu thứ nhất là người Israelit dưới sự lãnh đạo của Joshua vượt qua sông Jordan, ở khúc gần thành Jericho (Sách Joshua 3:15-17). Sau đó 2 bộ tộc và nửa bộ tộc định cư ở phía đông sông Jordan đã xây một bàn thờ lớn trên bờ đông như sự làm chứng giữa họ với các bộ tộc khác (sách Joshua 22:10, 22:26, và tiếp theo). Các nhà tiên tri Elijah và Elisha cũng qua sông Jordan ở các chỗ khô cạn (Sách Các Vua 2, 2:8, 2:14). Elisha đã tạo ra 2 phép mầu khác trên sông này: lần thứ nhất ông chữa lành viên tướng Naaman bằng cách cho ông này tắm 7 lần ở sông này; lần thứ hai Elisha quăng 1 khúc cây xuống sông khiến cho lưỡi rìu của 1 người dân đốn cây bị rớt xuống sông nổi lên (sách Các Vua 2, 5:14, 6:6).
Judas Maccabeus và người em Jonathan Maccabaeus cũng qua sông này trong cuộc chiến tranh với người Nabatæan (Sách Maccabees 1 5:24). Sau đó ít lâu, sông Jordan là chiến trường giữa Jonathan Maccabaeus và tướng Bacchides, trong đó tướng Bacchides bị đánh bại (sách Maccabees 1, 9:42-49).

### Tân Ước

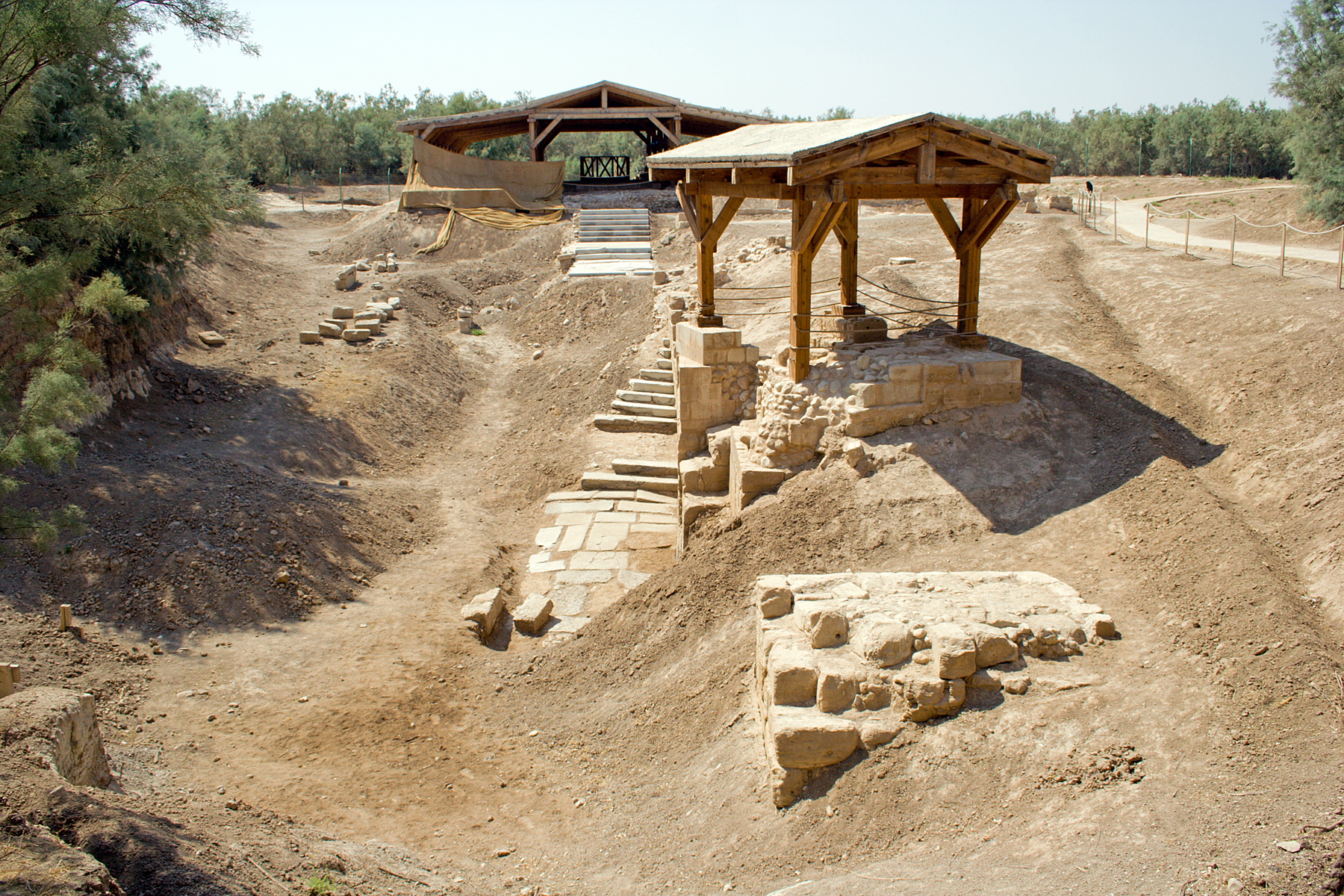
Di tích khai quật ở Bethabara, ở Jordan ngày nay, nơi Gioa-an Tẩy giả đã giảng đạo

Tân Ước cho biết Gio-an Tẩy giả đã làm phép rửa khi rao giảng sự thống hối ở bên sông Jordan (Phúc âm Matthew 3:5-6; Phúc âm Mark 1:5; Phúc âm Lu-ca 3:3; Phúc âm John 1:28), được tường thuật là diễn ra tại Bethabara (Phúc âm John 1:28).
Chúa Giêsu được Gio-an Tẩy giả làm phép rửa (phép rửa để tỏ lòng sám hối của dân chúng, không phải phép rửa rội do chính Chúa Giêsu thiết lập) tại khúc sông này (Phúc âm Mátthêu 3:13; Phúc âm Máccô 1:9; Phúc âm Lu-ca 3:21, 4:1). Cũng tại khúc sông Jordan này, Gio-an Tẩy giả đã chứng thực Giêsu là Con Thiên Chúa và là Chiên Thiên Chúa (Phúc âm John 1:29-36).
Tân Ước nhiều lần nói tới việc chúa Giêsu vượt qua sông Jordan trong khi Ngài giảng đạo (Phúc âm Mátthêu 19:1; Phúc âm Máccô 10:1), và những người tin theo đã vượt sông Jordan tới nghe Người giảng đạo và để được chữa lành bệnh tật (Phúc âm Mátthêu 4:25; Phúc âm Máccô 3:7-8). Khi các kẻ thù tìm cách bắt Người, chúa Giêsu đã ẩn tránh bên sông Jordan ở chỗ Gio-an Tẩy giả làm phép rửa lần đầu (Phúc âm John 10:39-40).

## Hình ảnh

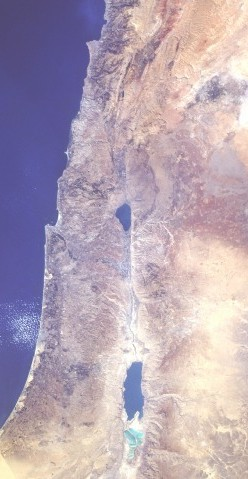
Phần phía bắc Thung lũng do đường nứt rạn lớn, nhìn từ không gian (NASA)
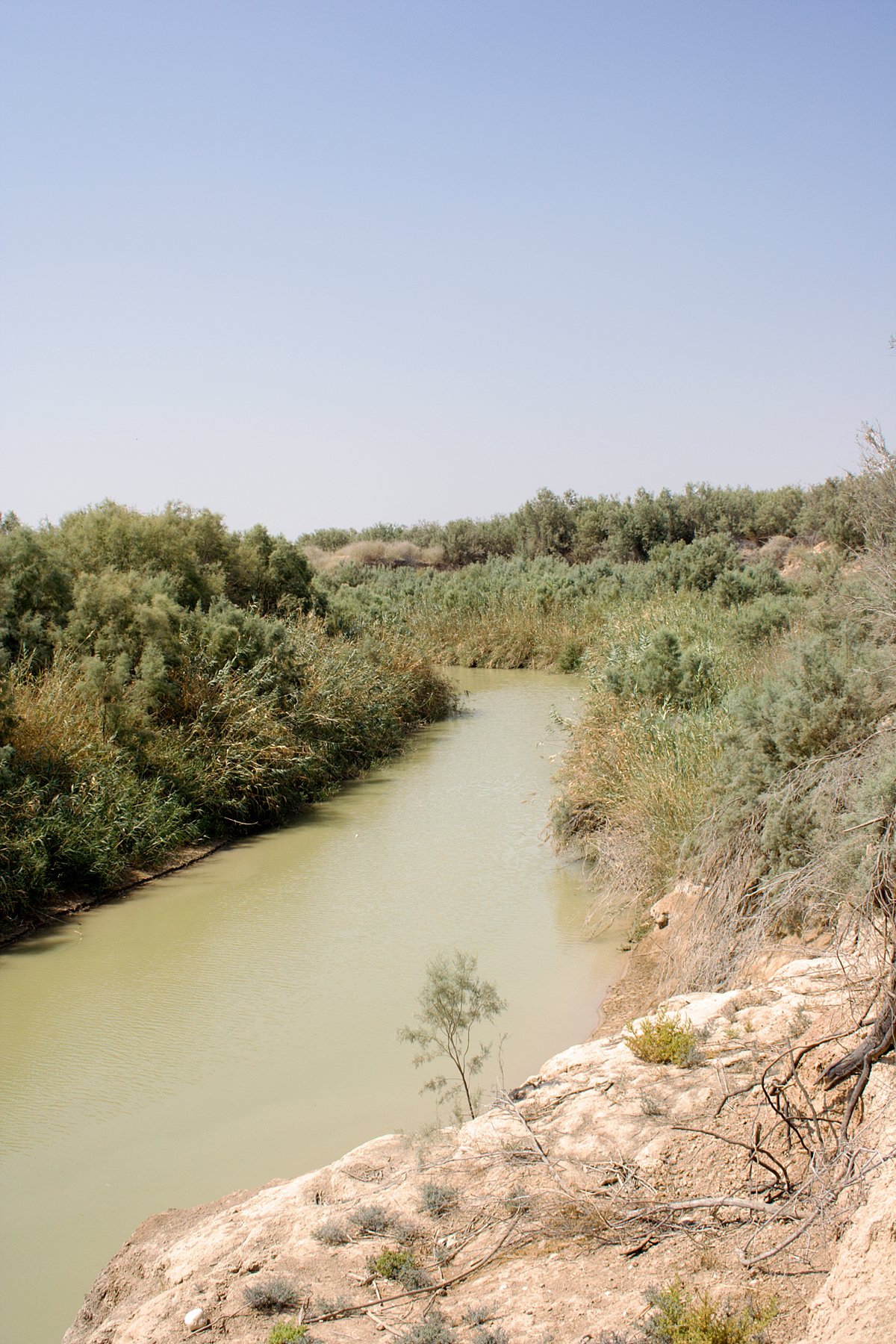
Sông Jordan
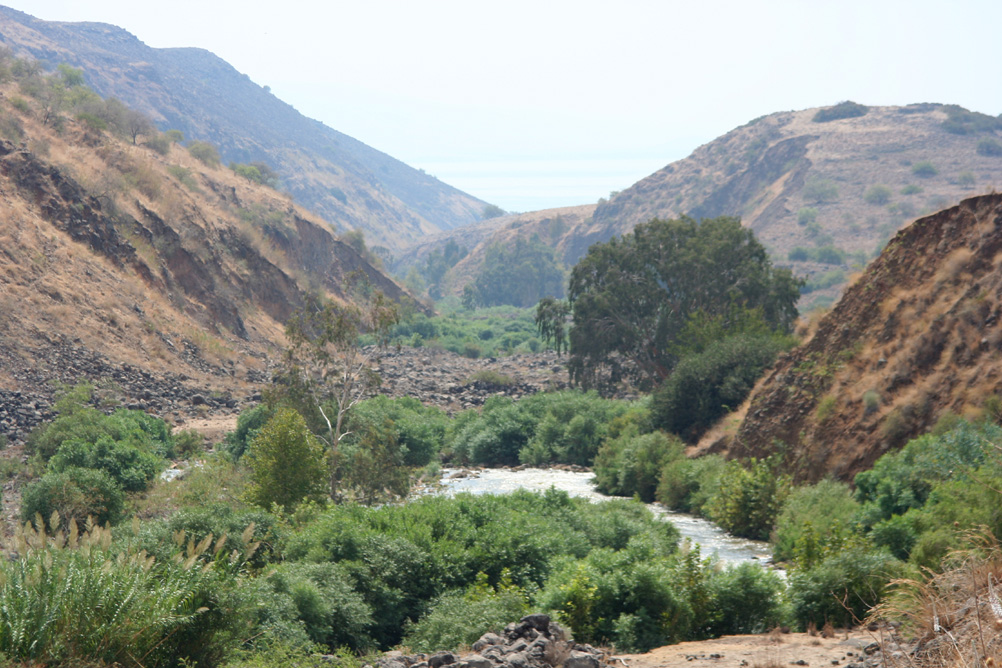
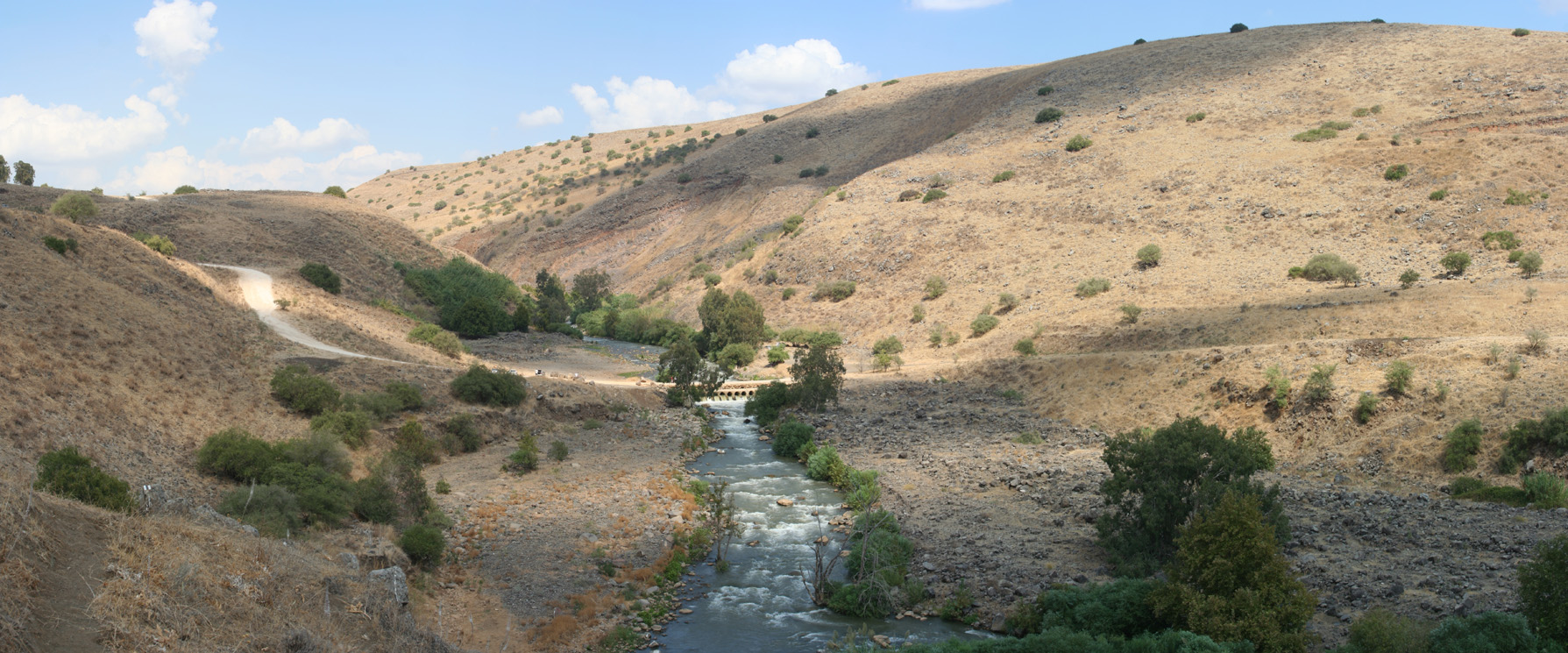
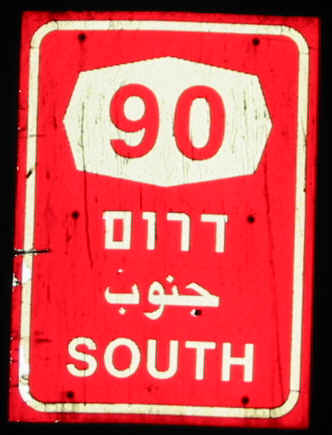
Biển tên đường